# Giá trị lưu trữ
Giá trị lưu trữ là bất kỳ loại hàng hóa hay tài sản có khả năng giữ được sức mua trong tương lai. Đây cũng là chức năng của tài sản được lưu giữ, khôi phục và trao đổi sau, được dự đoán là sẽ hữu dụng khi được khôi phục.
Giá trị lưu trữ phổ biến nhất trong thời đại này vẫn luôn là tiền, tiền tệ hay một món hàng hóa như kim loại quý hiếm hay quỹ tài chính. Mục đích của giá trị lưu trữ là quản lý rủi ro nếu có lượng nhu cầu ổn định về tài sản cơ bản.

## Tiền là giá trị lưu trữ

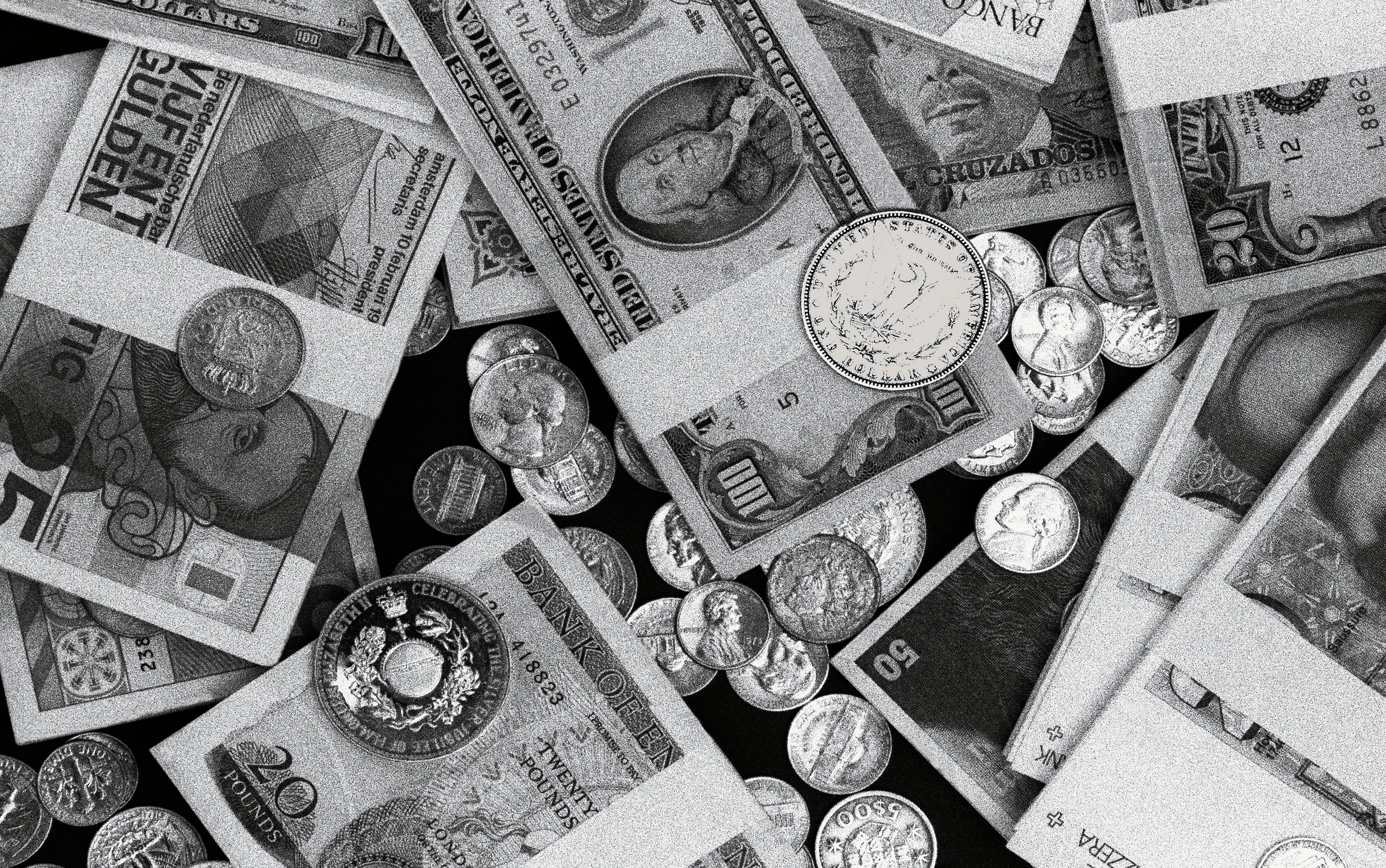
Tiền giấy và tiền xu

Kinh tế học tiền tệ là một nhánh của kinh tế học nhằm phân tích chức năng của tiền. Lưu trữ tiền tệ là một trong ba chức năng của tiền được chấp nhận. Hai chức năng còn lại là phương tiện trao đổi, nghĩa là đồng tiền được dùng như vật trung gian để tránh sự bất tiện như trùng khớp nhu cầu, và là đơn vị tính toán, nghĩa là giá trị của nhiều hàng hóa, dịch vụ, tài sản và tiền nợ sẽ được trả gấp nhiều lần. Tiền rất phù hợp với việc lưu trữ giá trị vì sức mua của chính nó, và cũng rất hữu dụng vì tính lâu bền.
Vì có chức năng lưu trữ giá trị, một lượng lớn tiền được tích trữ. Giá trị lưu trữ của tiền sẽ giảm nếu có biến động đáng kể trong mức giá chung, nên nếu lạm phát tăng, sức mua giảm thì chi phí sẽ được đặt lên trên việc giữ tiền.
Nhân viên được trả công bằng tiền tệ có mức lạm phát cao sẽ muốn tiêu xài hết thu nhập thay vì giữ tiết kiệm. Khi một đơn vị tiền tệ mất đi giá trị lưu trữ, hay chính xác hơn là, nó được cho là sẽ mất đi sức mua trong tương lai, thì sẽ rớt xuống, không còn là chức năng của đồng tiền nữa. Điều này sẽ khiến mọi người sử dụng ngoại tệ thay thế.
Theo lý thuyết tiền tệ Cambridge được trình bày bởi phương trình Cambridge, khả năng của đồng tiền để lưu trữ giá trị quan trọng hơn chức năng phương tiện trao đổi. Việc Cambridge tuyên bố rằng cầu tiền tệ bắt nguồn từ khả năng lưu trữ giá trị là đối lập với tư tưởng của nhà kinh tế học Fisher. Ông cho rằng: cầu tăng bởi cần có tiền để trao đổi.

## Các giá trị lưu trữ khác

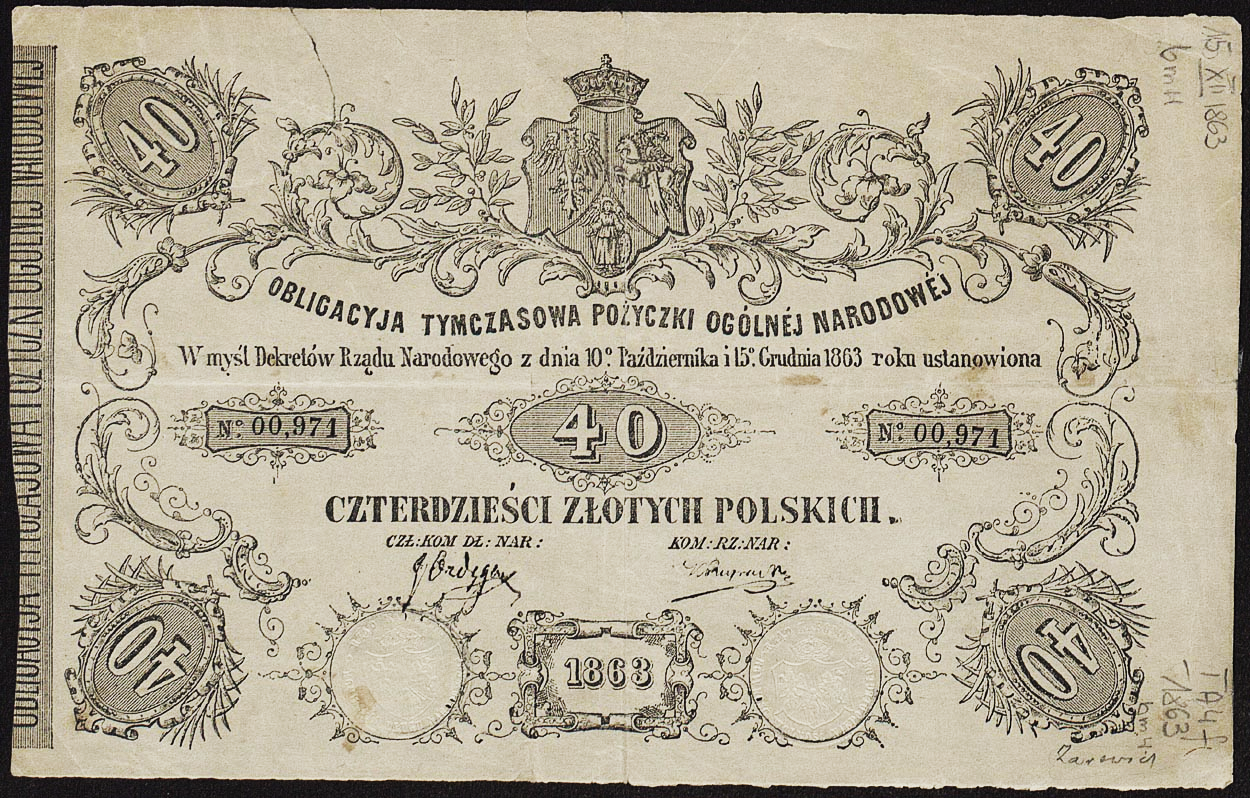
Trái phiếu chính phủ Ba Lan, 1863

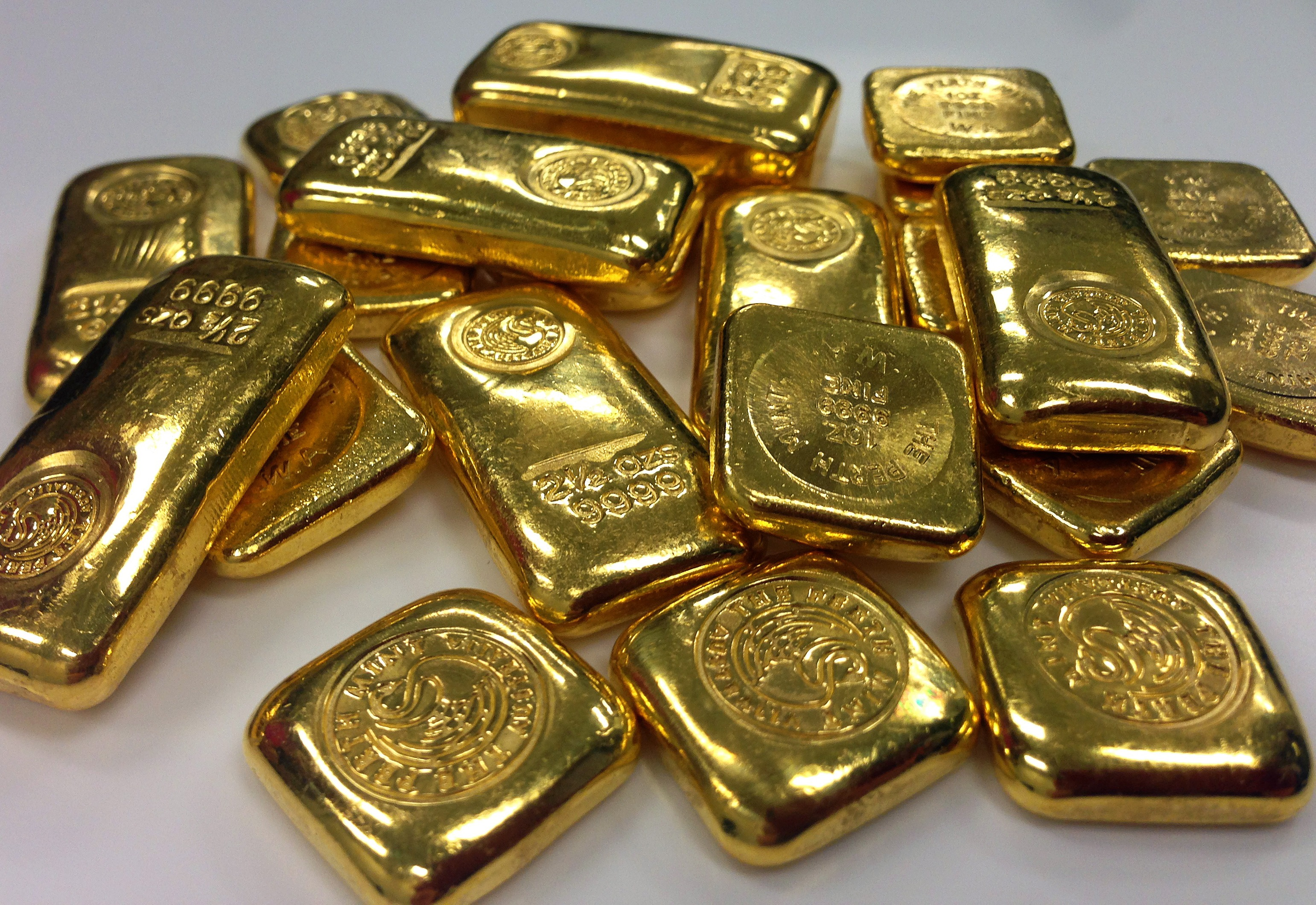
Vàng và các kim loại khác cũng là những giá trị lưu trữ tốt

Ngoài tiền, còn có những giá trị lưu trữ khác là:
- Trái phiếu - được bảo đảm giá trị bởi hợp đồng hợp pháp

- Hiện vật sưu tầm, ví dụ như tác phẩm nghệ thuật của nghệ sĩ nổi tiếng hay đồ cổ như đồ tạo tác hay tiền đúc thời xua

- Đá quý

- Mối quan hệ nền kinh tế món quà - giá trị được lưu giữ là danh tiếng xã hội

- Phiếu lao động (tiền tệ)

- Quyền sở hữu và quyền quản lý vật nuôi (xem thêm tiền tệ châu Phi)

- Rượu hảo hạng

- Kim loại quý hiếm - quyền sở hữu vàng, bạc, bạch kim và Paladi

- Bất động sản - quyền sở hữu trong chứng thư về sử dụng và bảo vệ đất

- Thẻ lưu giá trị - giá trị được lưu trên thẻ vật lý dưới dạng dữ liệu nhị phân

Trong khi những mục này khá đa dạng về giá trị và có thể gây bất tiện cho việc lưu trữ hay kinh doanh hàng ngày, nhưng sẽ hiếm khi mất hoàn toàn giá trị. Nó không cần phải là tài sản vốn, chỉ cần có giá trị kinh tế ngay cả khi trong trường hợp tệ nhất cũng sẽ không biến mất. Đất đai, nhà cửa và tài sản sẽ gặp bất lợi khi lưu trữ giá trị vì sẽ tốn thời gian để tìm khách hàng. Nói chung, điều này có thể đúng trong bất kỳ hàng hóa công nghiệp, nhưng vàng và kim loại quý hiếm thường được ưa chuộng vì lượng cầu và tính hiếm trong tự nhiên. Hai đặc điểm này giảm nguy cơ bị phá giá vì sản lượng và nguồn cung cấp tăng.
Giá trị lưu trữ của tiền mã hóa đang là vấn đề gây tranh cãi gần đây. Tổng vụ Thu thuế Quốc gia Hoa Kỳ đã phát hành hướng dẫn sử dụng tiền ảo như một phương tiện trao đổi, đơn vị tính toán, và giá trị lưu trữ. Tiền ảo Bitcoin thường được những người ủng hộ so sánh với vàng. Trong vai trò là giá trị lưu trữ, tiền mã hóa thường sinh ra lo lắng bởi nó hoàn toàn không ổn định, hay bởi những mối quan ngại về cách điều chỉnh hay giải quyết mâu thuẫn khẩn cấp của nhà nước. Hãy chú ý rằng sổ cái kỹ thuật số Bitcoin là không thể thay đổi và Bitcoin không thể bị đánh cắp, trừ khi sử dụng vũ lực, còn được biết đến là “tấn công bằng cờ lê 5 đô la” ($5 wrench attack).